# Linia kolejowa nr 809
Linia kolejowa nr 809 – pierwszorzędna, jednotorowa, zelektryfikowana linia kolejowa o znaczeniu państwowym, łącząca stację Barłogi z posterunkiem odgałęźnym Borysławice.
Linia w całości została ujęta w kompleksową i bazową towarową sieć transportową TEN-T.
Linia stanowi łącznicę między linią kolejową Warszawa Zachodnia – Kunowice a linią kolejową Chorzów Batory – Tczew i umożliwia przejazd pociągów z kierunku Konina, Swarzędza i Poznania do Inowrocławia, Bydgoszczy i Tczewa.